# Aleksander Trzebiński
Aleksander Trzebiński herbu Jastrzębiec lub Trzebiński (zm. 26 lipca 1644 roku) – biskup diecezjalny przemyski (1642-1644), poseł w Turcji (w 1633), podkanclerzy koronny Władysława IV od 1643 roku, referendarz wielki koronny od 1640 roku, kustosz krakowski, dziekan sandomierski, opat komendatoryjny jędrzejowski, opat klasztoru w Hebdowie, przedstawiciel dyplomatyczny Rzeczypospolitej w Imperium Osmańskim w 1633 roku, kanclerz królowej Cecylii Renaty i królewny Anny, podkomorzy lwowski w latach 1622–1636, pisarz lwowski w latach 1614–1622.

## Życiorys
Jako senator wziął udział w sejmie zwyczajnym 1643 roku.
Studiował w Polsce na Akademii Krakowskiej i za granicą. Poseł województwa ruskiego na sejm 1621 roku. Poseł na sejm warszawski 1626 roku z województwa ruskiego. Poseł na sejm nadzwyczajny 1626 roku z ziemi lwowskiej, poseł na sejm 1628 roku z województwa ruskiego. Był członkiem konfederacji generalnej zawiązanej 16 lipca 1632 roku. Poseł na sejm konwokacyjny 1632 roku z ziemi halickiej. Poseł na sejm 1634 roku. W 1634 roku wyznaczony na sejmie komisarzem z Koła Poselskiego do zapłaty wojskuJako poseł na sejm koronacyjny 1633 roku wszedł w skład komisji do wojny z Moskwą i organizacji wojska. W 1634, jako podkomorzy lwowski, posłował do Turcji. Po utracie żony i synów porzucił świeckie urzędy dla posługi duchownej. Zmarł w roku 1644 jako biskup przemyski.
Jako poseł w Turcji miał powiedzieć sułtanowi Muradowi IV:
Polakom, narodowi żyiącemu w naywiększey wolności, samo spomnienie odmiany wiary, płacenie haraczu i zburzenia zamków jest naynieznośnieyszem, zwłaszcza póki tylko prawice ich oręża iąć się mogą. I choć tu sam dla utwierdzenia pokoiu od Pana mego przybyłem, brzydzę się temi trzema nayhaniebnieyszemi rzeczami i woynę mam za nayuczciwszy środek.